# Jason Watt
Jason Watt (ur. 24 lutego 1970 we Frederiksbergu) – duński kierowca wyścigowy.

## Kariera
Watt rozpoczął karierę w wyścigach samochodowych w 1992 roku od startów w Duńskiej Formule Ford 1600, gdzie raz stanął na podium. Został tam sklasyfikowany na dwunastej pozycji w klasyfikacji generalnej. W późniejszych latach pojawiał się także w stawce edycji zimowej Formuły Vauxhall Lotus, Brytyjskiej Formuły Ford, Festiwalu Formuły Ford, Europejskiej Formuły Ford, Niemieckiej Formuły 3, Formuły Opel Euroseries, Brytyjskiej Formuły 2, International Touring Car Championship, Formuły 3000, Danish Touringcar Championship, Sports Racing World Cup, European Super Touring Championship, European Touring Car Championship, ADAC Volkswagen Polo Cup, World Touring Car Championship, Scandinavian Touring Car Cup, Scandinavian Touring Car Championship, Danish Endurance Championship oraz Legends Cup Denmark.
W Formule 3000 Duńczyk startował w latach 1997–1999 z duńską ekipą Den Blå Avis. W pierwszym sezonie startów w ciągu dziesięciu wyścigów, w których wystartował, raz zwyciężał i trzykrotnie stawał na podium. Uzbierane 25 punktów pozwoliło mu stanąć na najniższym stopniu podium klasyfikacji generalnej. Rok później prócz zwycięstwa pojawiał się na podium jeszcze czterokrotnie. Tym razem jednak nie uplasował się w najlepszej trójce sezonu. Dorobek 30 punktów dał mu czwarte miejsce. W sezonie 1999 Watt nie poprawił swojego wyniku punktowego z poprzedniego sezonu. Jednak tym razem został wicemistrzem serii. Statystycznie zwyciężał dwukrotnie i trzykrotnie stawał na podium.
W mistrzostwach samochodów turystycznych WTCC Watt wystartował podczas niemieckiej rundy sezonu 2009. W pierwszym wyścigu nie dojechał do mety, a w drugim był dziewiętnasty. Został sklasyfikowany na 38 pozycji w klasyfikacji generalnej.